# Tudhoe
Tudhoe – wieś w Anglii, w hrabstwie Durham. Leży 8 km na południe od miasta Durham i 369 km na północ od Londynu.